# Robecotoren
De Robecotoren (ook wel bekend als het Robecohuis) is een 95 meter hoog kantoorgebouw aan de Coolsingel in de Nederlandse stad Rotterdam. Het werd gebouwd naar ontwerp van architect Wim Quist en in 1991 in gebruik genomen als hoofdkantoor voor Robeco in eigendom van Rodamco Europe, het vastgoedfonds van Robeco.
In het ontwerp is rekening gehouden met het nabijgelegen Schielandhuis en het Erasmushuis. De Robecotoren volgt het oorspronkelijke bestratingsplan en het Schielandhuis spiegelt in een wand van het gebouw. De gevel is zo glad mogelijk ontworpen met raamkozijnenvan roestvrij staal en een gevelbekleding van Arctic Green, een Noorse natuursteen met een vrij grove korrel in een groene uitvoering.
In 2007 werd de toren voor €75 mln verkocht aan het Duitse beleggingsfonds KanAm Grundinvest. In 2016 - bij het aflopen van het huurcontract - vertrok Robeco naar het gebouw First Rotterdam aan het Weena tegenover het Centraal Station van Rotterdam. Volgens de CEO van Robeco, Roderick Munsters, was de Robecotoren niet flexibel genoeg om het geschikt te maken voor Het Nieuwe Werken.
Het gebouw aan de Coolsingel 120 staat sinds eind 2016 te huur, maar zal in 2020 in gebruik worden genomen door de Duitse verzekeraar Allianz, die nu nog is gevestigd in de Coolse Poort aan de Coolsingel 139. De Robecotoren wordt dan omgedoopt tot de Allianz Tower.